# 天津体育学院
天津体育学院是位于中国天津河西区的一所体育类高等院校。

## 历史
1958年，天津市体育运动学校与石家庄师范学院体育系合并组建天津体育学院，院长由时任河北省副省长、天津市市长李耕涛兼任。
2017年11月，位于静海区华康街道的天津体育学院团泊校区投入使用，占地面积1115.7亩，各类校舍建筑总面积约38.86万平方米。
2021年2月2日，经中华人民共和国教育部批准，原属天津体育学院管理的独立学院天津体育学院运动与文化艺术学院脱离该校管理，并转设为民办普通高等学校天津传媒学院，由北京歌德永乐文化发展有限公司全资持有。

## 校园与教学
天津体育学院现占地356018平方米，设有体育教育、运动训练、社会体育、民族传统体育、运动人体科学、舞蹈学、新闻学、市场营销、旅游管理、特殊教育、教育技术学、英语、公共事业管理、应用心理学、运动康复与健康共15个本科专业，运动人体科学、体育人文社会学、体育教育训练学、民族传统体育学、课程与教学论、康复医学与理疗学和体育硕士共7个硕士专业，并与北京体育大学合作开设运动人体科学的博士专业，建有各类训练馆12座，室外训练场地20余块，实验室19个，并办有学术期刊《天津体育学院学报》。